# Chaetomiaceae
Die Chaetomiaceae sind eine Familie aus der Ordnung der Sordariales. Unter ihnen befinden sich ökonomisch wichtige Lebensmittelzerstörer und Schimmelpilze.

## Merkmale
Sie bilden als Fruchtkörper dünnwandige, häutige Perithecien aus, die blass oder dunkel sein können. Manchmal können diese schildförmig angeordnete Zellen besitzen, oft haben sie typische, komplex aufgebaute Haare. Ein Ostiolum, eine Öffnung an dessen Oberseite, ist nicht immer vorhanden. Die Schläuche sind keulen- bis sackförmig, sehr dünnwandig und besitzen keinen apikalen Ring. Sie zerfließen bei Reife. Die Ascosporen sind normalerweise klein, einporig, blass bis braun, dünnwandig, unseptiert und glatt. Sie werden bei Reife in Wolken abgeworfen.
Ein Stroma ist nicht vorhanden.
Meist ist keine Nebenfruchtform vorhanden. Falls doch, so ist diese hyphomycetisch ausgebildet. Die Konidien sind dann dickwandig, manchmal auch ornamentiert und entspringen aus undifferenzierten Hyphen. Einige wenige Arten bilden kleine hyaline Spermatien aus einfach phialidischen konidiogenen Zellen.

## Ökologie und Verbreitung
Die Chaetomiaceae leben saprobiontisch auf verschiedenstem organischem Material und sind daher sehr weit verbreitet. Sie spielen eine wichtige Rolle als Zersetzer von organischem Material, das sie mit Hilfe von Enzymen wie z. B. Zellulasen aufschließen. Dabei führen sie auch zum Verderb von Lebensmittel und können auch Papier und Leinwände zerstören. Selten sind sie auch pathogen. Manche Arten sind thermophil.

## Taxonomie
Die Chaetomiacae wurden von  G. Winter 1885 erstbeschrieben. Es kommen 13 Gattungen vor.
- Achaetomium
- Bommerella
- Boothiella
- Chaetomidium
- Chaetomiopsis
- Chaetomium
- Corynascella
- Corynascus
- Emilmuelleria
- Farrowia
- Guanomyces
- Subramaniula
- Thielavia